# Mejîrici, Pavlohrad
Mejîrici (în ucraineană Межиріч) este localitatea de reședință a comunei Mejîrici din raionul Pavlohrad, regiunea Dnipropetrovsk, Ucraina.

## Demografie
Componența lingvistică a localității Mejîrici
     Ucraineană (94,92%)
     Rusă (4,67%)
     Alte limbi (0,07%)
Conform recensământului din 2001, majoritatea populației localității Mejîrici era vorbitoare de ucraineană (94,92%), existând în minoritate și vorbitori de rusă (4,67%).